# Санту-Адріан-де-Візела
Санту-Адріан-де-Візела (порт. Santo Adrião de Vizela; МФА: [ˈsɐ̃.tu ɐ.dɾi.ˈɐ̃w dɨ vi.ˈze.ɫɐ]) — парафія в Португалії, у муніципалітеті Візела. Розташована в північно-західній частині країни, на теренах історичної португальської провінції Дору-Міню. Входить до складу округу Брага. За адміністративним поділом, чинним до 1976 року, терени парафії були складовою провінції Міню. Належить до Бразької архідіоцезії Католицької церкви. Патрон — святий Адріан. Площа — 3,0115 км². Населення — 2280 ос. (2011). Середньо урбанізований регіон. Густота населення — 757,1 осіб/км²
. Код — 031406.

## Назва
- Візела (Санту-Адріан) (порт. Vizela (Santo Adrião)) — офіційна назва.

## Населення
| Кількість мешканців | Кількість мешканців | Кількість мешканців | Кількість мешканців | Кількість мешканців | Кількість мешканців | Кількість мешканців | Кількість мешканців | Кількість мешканців | Кількість мешканців | Кількість мешканців | Кількість мешканців | Кількість мешканців | Кількість мешканців | Кількість мешканців |
| ------------------- | ------------------- | ------------------- | ------------------- | ------------------- | ------------------- | ------------------- | ------------------- | ------------------- | ------------------- | ------------------- | ------------------- | ------------------- | ------------------- | ------------------- |
| 1864                | 1878                | 1890                | 1900                | 1911                | 1920                | 1930                | 1940                | 1950                | 1960                | 1970                | 1981                | 1991                | 2001                | 2011                |
| 499                 | 490                 | 520                 | 529                 | 546                 | 446                 | 594                 | 752                 | 840                 | 1 030               | 1 437               | 1 953               | 2 112               | 2 460               | 2 280               |